# Dan Cooper
Dan Cooper è un personaggio a fumetti ideato negli anni cinquanta dal belga Albert Weinberg. È un aviatore canadese coinvolto in avventure che spaziano dallo spionaggio alla fantascienza. Le sue storie a fumetti furono pubblicate sulle pagine della rivista Tintin. In Italia parecchie storie di Dan Cooper vennero pubblicate a puntate sul Corriere dei Piccoli alla fine degli anni sessanta e soprattutto all'interno delle collane Classici Audacia e Albi Ardimento. Per avere una proposta integrale dell'opera (comprese le avventure successive agli anni '70, quindi) si è però dovuto attendere il 2022 e l'inserimento del personaggio nell'allegato da edicola "Il Grande Fumetto d'aviazione".

## Elenco episodi
Éditions Du Lombard
- Dan Cooper, n° 1 - Le triangle bleu (1957) Delta Blu
- Dan Cooper, n° 2 - Le maître du soleil (1958) Il padrone del sole
- Dan Cooper, n° 3 - Le mur du silence (1959)  Il muro del silenzio
- Dan Cooper, n° 4 - Cap sur Mars (1960) Destinazione Marte
- Dan Cooper, n° 5 - Duel dans le ciel (1962) Duello in cielo (Sceneggiatura di J-M. Charlier, non accreditato)
- Dan Cooper, n° 6 - Coup d'audace (1963) Prigionieri della banchisa (Sceneggiatura di J-M. Charlier, non accreditato)
- Dan Cooper, n° 7 - L'escadrille des Jaguars (1964) La squadriglia dei giaguari (Sceneggiatura di J-M. Charlier, non accreditato)
- Dan Cooper, n° 8 - Le secret de Dan Cooper (1965) Il segreto di Dan Cooper
- Dan Cooper, n° 9 - 3 Cosmonautes (1966) I tre cosmonauti
- Dan Cooper, n° 10 - Fantôme 3 ne répond plus! (1967) Fantasma 3 non risponde
- Dan Cooper, n° 11 - Acrobates du Ciel (1968) Gli acrobati del cielo
- Dan Cooper, n° 12 - Tigres de mer (1969) Le tigri del mare
- Dan Cooper, n° 13 - Le mystère des soucoupes volantes (1969) Il mistero dei dischi volanti
- Dan Cooper, n° 14 - Panique à "Cap Kennedy" (Dargaud, 1970) Panico a Cape Kennedy
- Dan Cooper, n° 15 - Les hommes aux ailes d'or (1970) Le Folgori d'oro
- Dan Cooper, n° 16 - SOS dans l'espace (1971) SOS nello spazio
- Dan Cooper, n° 17 - Ciel de Norvège (1971) Nei cieli del nord
- Dan Cooper, n° 18 - Les pilotes perdus (1972) I Piloti Perduti
- Dan Cooper, n° 19 - Apollo appelle Soyouz (1973) Salvataggio sulla luna
- Dan Cooper, n° 20 - L'affaire Minos (1974) L'Affaire Minosse
- Dan Cooper, n° 21 - Objectif Jumbo (1975) Operazione Jumbo
- Dan Cooper, n° 22 - Crash dans le 135 ! (1976) Crash sul 135!
- Dan Cooper, n° 23 - Opération Jupiter (Dargaud, 1979, ma storia realizzata nel 1959) Operazione Giove

Fleurus
- Dan Cooper, n° 24 - Azimut zéro (1979) Azimut Zero
- Dan Cooper, n° 25 - Le canon de l'espace (1980) Il Cannone Spaziale
- Dan Cooper, n° 26 - Opération Kosmos 990 (1980) Operazione Kosmos 990

Novedi
- Dan Cooper, n° 27 - Programme F-18 (Novedi, 1981) Programma f-18
- Dan Cooper, n° 28 - F-111 en péril (1981) F-111 in pericolo
- Dan Cooper, n° 29 - L'aviatrice sans nom (1982) L'aviatrice senza nome
- Dan Cooper, n° 30 - Pilotes sans uniforme (1982) Piloti senza uniforme
- Dan Cooper, n° 31 - Navette spatiale (1983) Navetta Spaziale
- Dan Cooper, n° 32 - Viking connection (1984) Viking Connection
- Dan Cooper, n° 33 - Target (1985) Target
- Dan Cooper, n° 34 - "Silver fox" (1985) Silver Fox
- Dan Cooper, n° 35 - Dragon Lady (1986) Dragon Lady
- Dan Cooper, n° 36 - L'avion invisible (1987) L'aereo invisibile

Dargaud
- Dan Cooper, n° 37 - La vrille (1989)
- Dan Cooper, n° 38 - Pilotes fantômes (1990)
- Dan Cooper, n° 39 - L'otage du Clemenceau (1990)
- Dan Cooper, n° 40 - Alerte sur le "Clem" (1991)
- Dan Cooper, n° 41 - L'œil du tigre (1992)